# جيم روس (لاعب كرة قدم أسترالية)
جيم روس (بالإنجليزية: Jim Ross)‏ هو لاعب كرة قدم أسترالية أسترالي، ولد في 18 أكتوبر 1927، وتوفي في 18 سبتمبر 2015 في لاونسستون في أستراليا.

## وصلات خارجية
- جيم روس على موقع AustralianFootball.com (الإنجليزية)
- جيم روس على موقع AFLtables.com (الإنجليزية)